# Geothlypis velata
La mascarita sureña o arañero cara negra (Geothlypis velata) es una especie de ave paseriforme de la familia Parulidae nativa de las regiones del centro y sur de Sudamérica. En algunas clasificaciones es tratada como subespecie de la mascarita equinoccial (G. aequinoctialis).

## Descripción
Es ligeramente más pequeña que la mascarita equinoccial. Tiene las partes superiores de color amarillo verdoso y las inferiores de color amarillo brillante con el pico predominantemente negro. En comparación con la reinita enmascarada, el macho tiene la máscara negra más pequeña, con una banda gris más ancha que se extiende hasta la nuca y los lados del cuello. La hembra es similar, pero carece de la máscara negra y tiene un color más opaco, una cantidad variable de gris en la cabeza (a menudo prácticamente nada), anillo ocular amarillento y una franja amarillenta que va desde el pico hasta los ojos.

## Distribución
La especie está muy extendida en las regiones centrales de América del Sur, desde el sureste del Perú y las regiones adyacentes de Brasil, pasando por Bolivia, Paraguay, Uruguay y el sur de Brasil, hasta el centro de la Argentina.